# Krimidin
Krimidin (systematický název 2-chlor-N,N,6-trimethylpyrimidin-4-amin) je dusíkatá heterocyklická sloučenina používaná jako rodenticid. Má podobu bezbarvých krystalů nebo hnědé voskovité hmoty, taje při 87,5 °C. Pro člověka je vysoce toxický, způsobuje poruchy vědomí, hypertonické kóma a křeče. Toxická dávka pro člověka je zhruba 5 mg/kg. Smrtelná dávka LD50 pro potkana je 1,25 mg/kg.